# Henk Wisman
Henk Wisman (Amsterdam, 19 maggio 1957) è un allenatore di calcio ed ex calciatore olandese, di ruolo centrocampista.

## Palmarès

### Allenatore

#### Competizioni nazionali
- Campionato armeno: 2

P'yownik: 2005, 2006
- Supercoppa d'Armenia: 1

P'yownik: 2005